# Taulupe Faletau

a Compétitions nationales et continentales officielles uniquement.

b Matchs officiels uniquement.
Dernière mise à jour le 8 octobre 2023.
Tangaki Taulupe « Toby » Faletau, né le 12 novembre 1990 à Tofoa aux Îles Tonga, est un joueur international gallois d'origine tongienne de rugby à XV jouant au poste de troisième ligne centre avec Cardiff Rugby en United Rugby Championship.

## Biographie

### Jeunesse et formation
Né aux îles Tonga, Taulupe Faletau arrive au pays de Galles à l'âge de 7 ans lorsque son père, Kuli Faletau, part jouer pour l'Ebbw Vale RFC. Il réside alors en banlieue de Newport où il est notamment très proche des frères Billy et Mako Vunipola, également d'origine tongienne. Sa cousine, Sisilia Tuipulotu, est également une joueuse internationale galloise de rugby à XV. Il est aussi le cousin de Carwyn Tuipulotu.

### Carrière sportive
Appelé alors Toby Faletau, il rejoint les Newport Gwent Dragons en 2009. En janvier 2010, il est nommé dans le groupe gallois sélectionné pour le Tournoi des Six Nations 2011, mais il ne dispute aucun match. Il honore sa première sélection le 4 juin 2011 à l'occasion d'un test match contre les Barbarians. Le 22 août, il est retenu par Warren Gatland dans la liste des trente joueurs gallois qui disputent la Coupe du monde de rugby à XV 2011. Il dispute le premier match contre les Springboks et marque le seul essai gallois en seconde période.
Alors plus connu sous son surnom Toby, Faletau déclare en début d'année 2014 préférer être appelé dans les publications officielles par son prénom de naissance, Taulupe.
En 2016, il rejoint Bath Rugby. La fédération galloise fait alors une exception à ses règles d'éligibilité en permettant de le sélectionner bien qu'il joue en Angleterre.
Il est contraint de déclarer forfait pour la Coupe du monde 2019 au Japon en raison d'une blessure.
Il fait son retour au pays de Galles après six années passées à Bath, il rejoint l'équipe de Cardiff Rugby à partir de la saison 2022-2023.
Il est sélectionné dans le groupe final de 33 joueurs pour participer à la Coupe du monde 2023. Lors de celle-ci, il subit une fracture au bras gauche lors du dernier match de poule contre la Géorgie, ce qui le contraint à déclarer forfait pour le reste de la compétition.

## Statistiques en équipe nationale

### Pays de Galles
Au 8 octobre 2023, Taulupe Faletau compte 108 sélections avec le pays de Galles, dont 98 en tant que titulaire. Il inscrit 60 points, douze essais. Il obtient sa première sélection le 4 juin 2011 contre les Barbarians.
Il participe à douze éditions du Tournoi des Six Nations, en 2012, 2013, 2014, 2015, 2016, 2017, 2018, 2019, 2020, 2021, 2022 et 2023. Il participe à trois éditions de la Coupe du monde, en 2011, disputant sept rencontres, face à l'Afrique du Sud, les Samoa, la Namibie, les Fidji, l'Irlande et la France et l'Australie, en 2015, où il joue quatre matchs contre l'Angleterre, les Fidji, l'Australie, puis l'Afrique du Sud et en 2023, où il joue quatre rencontres contre les Fidji, le Portugal, l'Australie et la Géorgie.

### Lions britanniques & irlandais
Il compte également cinq sélections avec les Lions lors de la tournée 2013 en Australie, la tournée 2017 en Nouvelle-Zélande et la tournée 2021 en Afrique du Sud. En 2013, il dispute un total de sept rencontres, dont la première de la tournée face aux Barbarians.